# Uitslag (techniek)

Uitslag van een kubus

Een uitslag is de afbeelding van een ruimtelijk (hol) voorwerp in het platte vlak zodanig dat de maten van de verschillende figuren in het platte vlak overeenkomen met die van het werkelijke voorwerp, én dat door te vouwen/buigen het ruimtelijke voorwerp ermee zou kunnen worden gevormd. 
Met behulp van beschrijvende meetkunde kan men de onderdelen van een groot aantal voorwerpen van ingewikkelde vorm in het platte vlak, bijvoorbeeld een plaat metaal, aftekenen. Door de uitslag uit te snijden en de onderdelen op de juiste wijze te buigen en met elkaar te verbinden verkrijgt men dan het juiste voorwerp.
De methode wordt vaak toegepast voor voorwerpen welke bestaan uit delen van kegels en cilinders, zoals een kolenkit, een kachelpijp, de verbinding van twee pijpen, gebogen trappen, enzovoort. Ook bouwplaten van driedimensionale voorwerpen zijn te beschouwen als uitslagen.
Toen het computer-aided design werd ingevoerd raakte het handmatig vervaardigen van uitslagen op de achtergrond. Met de computer kan men veel ingewikkelder voorwerpen ontwerpen en ze daarna met behulp van computer-aided manufacturing ook vervaardigen. 

Uitslag van een balk
Uitslag van een viervlak
Uitslag van een cilinder
Uitslag van een kegel

## Externe koppeling
- Uitslagen, maken.wikiwijs.nl